# Les Forges (Deux-Sèvres)
Les Forges és un municipi francès situat al departament de Deux-Sèvres i a la regió de la Nova Aquitània. L'any 2007 tenia 123 habitants.

## Demografia

### Població
El 2007 la població de fet de Les Forges era de 123 persones. Hi havia 48 famílies de les quals 12 eren unipersonals (4 homes vivint sols i 8 dones vivint soles), 16 parelles sense fills, 16 parelles amb fills i 4 famílies monoparentals amb fills.
La població ha evolucionat segons el següent gràfic:
Habitants censats

### Habitatges
El 2007 hi havia 167 habitatges, 53 eren l'habitatge principal de la família, 109 eren segones residències i 5 estaven desocupats. 148 eren cases i 19 eren apartaments. Dels 53 habitatges principals, 38 estaven ocupats pels seus propietaris, 12 estaven llogats i ocupats pels llogaters i 3 estaven cedits a títol gratuït; 3 tenien dues cambres, 8 en tenien tres, 18 en tenien quatre i 24 en tenien cinc o més. 34 habitatges disposaven pel capbaix d'una plaça de pàrquing. A 24 habitatges hi havia un automòbil i a 25 n'hi havia dos o més.

### Piràmide de població
La piràmide de població per edats i sexe el 2009 era:
| Homes | Edats   | Dones |
| ----- | ------- | ----- |
| 0     | 95 o +  | 0     |
| 0     | 90 a 94 | 4     |
| 0     | 85 a 89 | 0     |
| 0     | 80 a 84 | 0     |
| 4     | 75 a 79 | 0     |
| 4     | 70 a 74 | 4     |
| 8     | 65 a 69 | 8     |
| 0     | 60 a 64 | 0     |
| 8     | 55 a 59 | 4     |
| 0     | 50 a 54 | 0     |
| 0     | 45 a 49 | 4     |
| 12    | 40 a 44 | 4     |
| 0     | 35 a 39 | 0     |
| 4     | 30 a 34 | 0     |
| 0     | 25 a 29 | 4     |
| 4     | 20 a 24 | 4     |
| 0     | 15 a 19 | 8     |
| 8     | 10 a 14 | 4     |
| 8     | 5 a 9   | 0     |
| 0     | 0 a 4   | 4     |

## Economia
El 2007 la població en edat de treballar era de 73 persones, 48 eren actives i 25 eren inactives. De les 48 persones actives 44 estaven ocupades (22 homes i 22 dones) i 4 estaven aturades (3 homes i 1 dona). De les 25 persones inactives 12 estaven jubilades, 7 estaven estudiant i 6 estaven classificades com a «altres inactius».

### Ingressos
El 2009 a Les Forges hi havia 55 unitats fiscals que integraven 137 persones, la mediana anual d'ingressos fiscals per persona era de 13.653 €.

### Activitats econòmiques
Dels 21 establiments que hi havia el 2007, 2 eren d'empreses de comerç i reparació d'automòbils, 2 d'empreses d'hostatgeria i restauració, 13 d'empreses immobiliàries, 2 d'empreses de serveis, 1 d'una entitat de l'administració pública i 1 d'una empresa classificada com a «altres activitats de serveis».
Dels 3 establiments de servei als particulars que hi havia el 2009, 1 era un restaurant i 2 agències immobiliàries.
L'any 2000 a Les Forges hi havia 7 explotacions agrícoles.

## Poblacions més properes
El següent diagrama mostra les poblacions més properes.